# Faïenceries et émaux de Longwy
Les Faïenceries et Émaux de Longwy sont une entreprise fondée en 1798 à Longwy, alors en Moselle, aujourd'hui en Meurthe-et-Moselle, et aux frontières de la Belgique et du Luxembourg. L'entreprise historique a cédé la place à plusieurs successeurs.
Les Émaux de Longwy sont un type de céramiques émaillées selon une technique et un savoir-faire inscrits à l'Inventaire du patrimoine culturel immatériel en France.

## Historique de la faïencerie

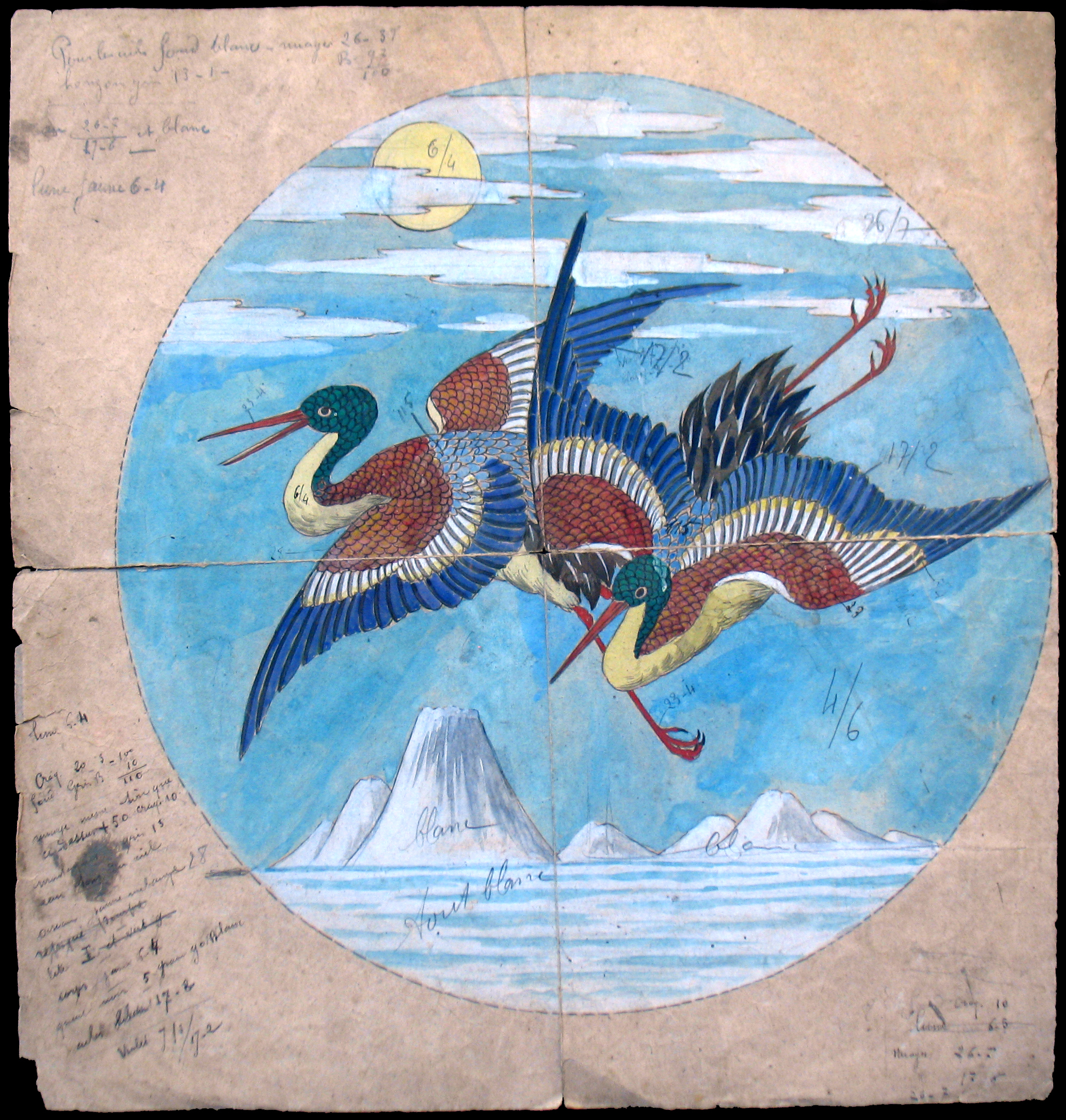
Dessin préparatoire.

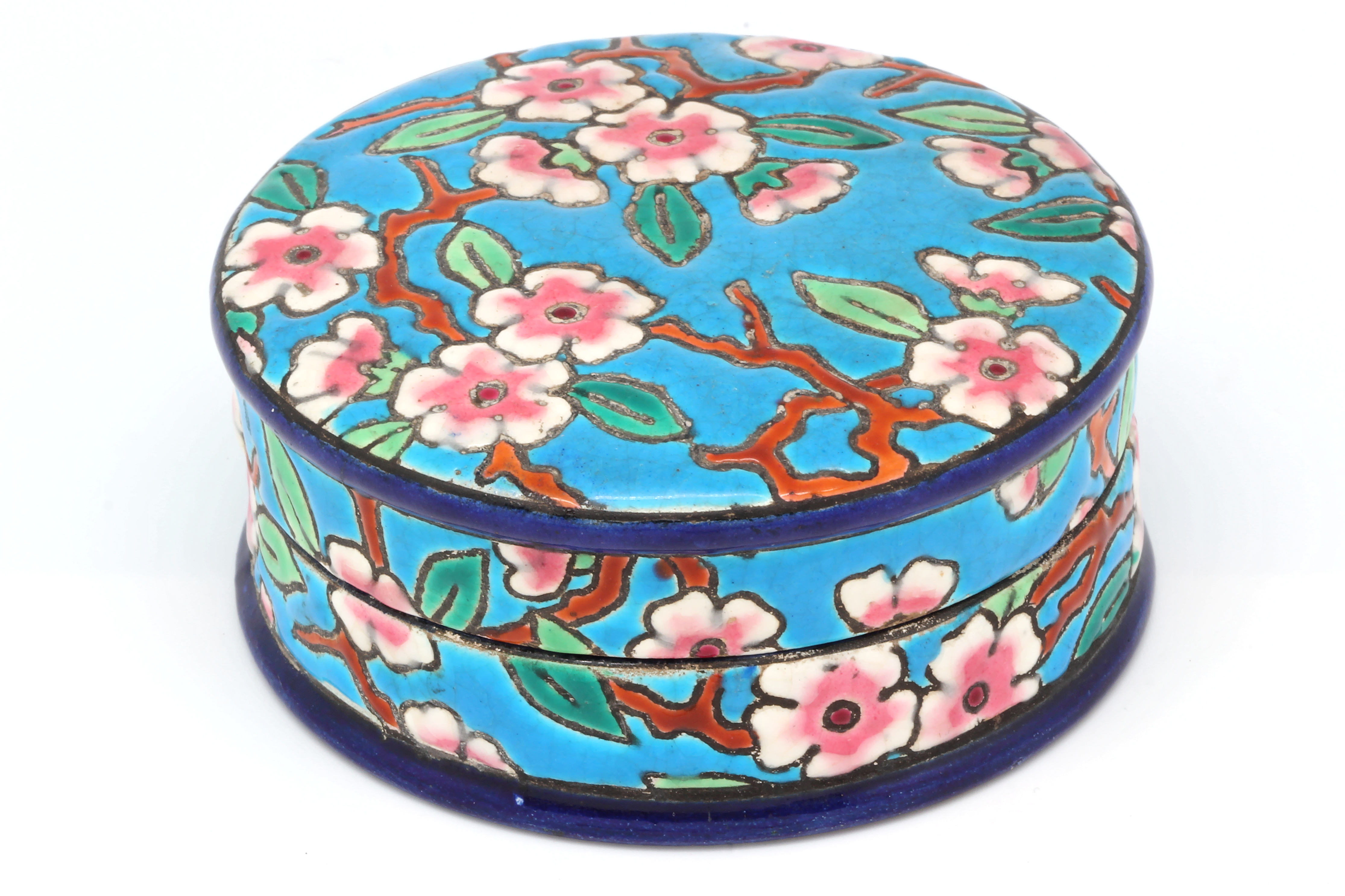
Décor fleurs de pommiers.

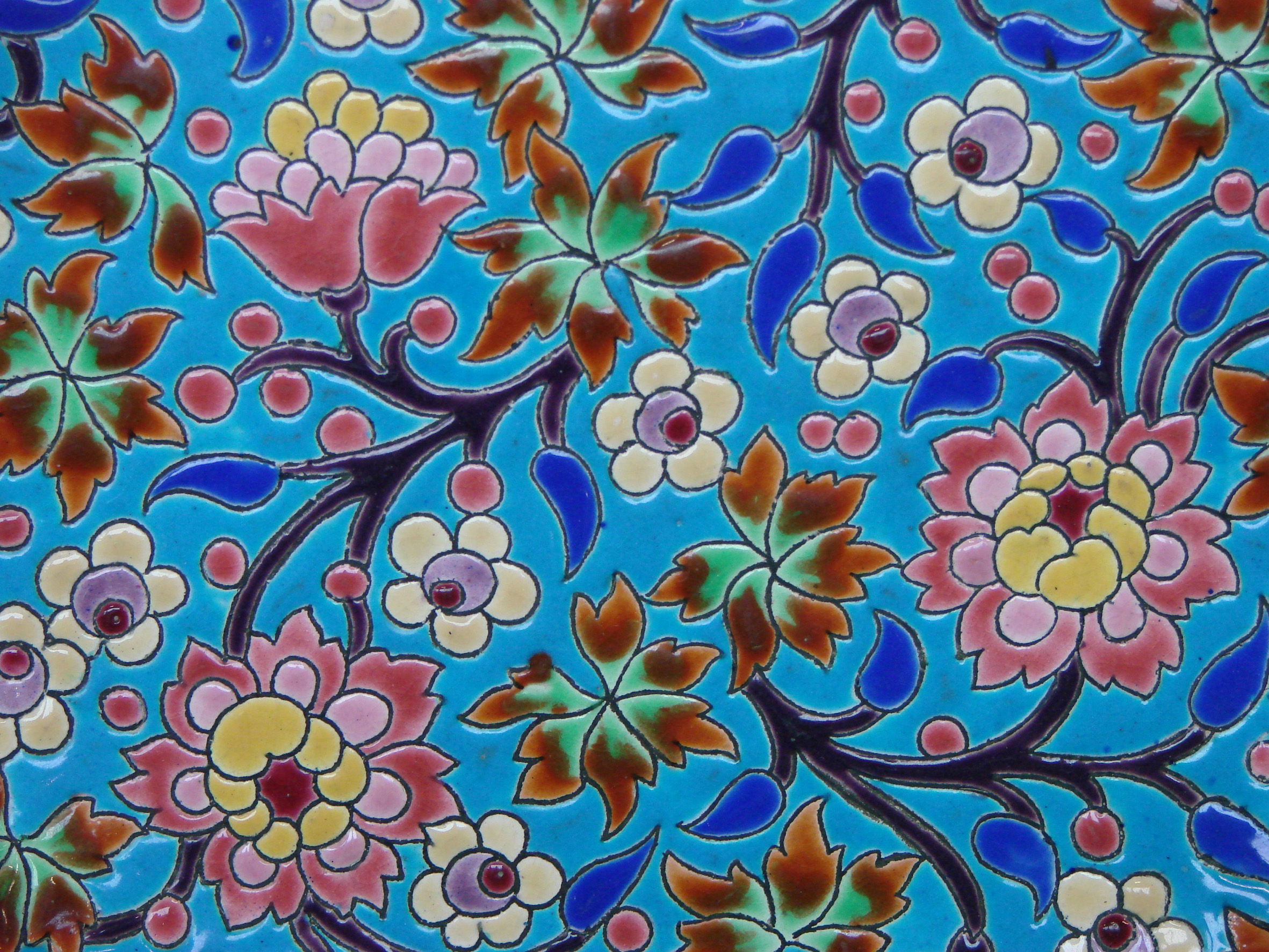
Un autre décor courant.

### Les origines
Charles Régnier est à l'origine de la fondation des Faïenceries de Longwy. Il installe la manufacture dans un ancien couvent carmélite devenu bien national. La production se limite à des pièces classiques comme des services de table.
L'Empereur Napoléon Ier, au retour de sa visite des fortifications de Vauban autour de la ville haute de Longwy, commande des services de table destinés aux Maisons d'éducation de la Légion d'honneur. 
Vers 1814-1815 la production s'arrête en raison de difficultés économiques dues principalement aux guerres napoléoniennes et au siège de la ville par les Prussiens. Devant un redémarrage partiel de l'activité, Charles Régnier décide de vendre  l'entreprise en 1816. La faïencerie est alors acquise par Jean-Antoine de Nothomb, ancien colonel d'un régiment de cuirassiers, marié à Marie-Catherine Boch. Celle-ci est la fille de Pierre-Joseph Boch (de), propriétaire des faïenceries d'Audun-le-Tiche et de Septfontaines. Nothomb pourra profiter des conseils de son beau-père et développera la commercialisation et la production avec de nouvelles pâtes et l'émail au blanc fin jusqu'en 1835, date de son décès.
Sa fille Marie-Catherine Nothomb, est l'épouse (1832) de Henri-Joseph d'Huart, baron belge, qui prend donc logiquement la tête de la manufacture laissée en héritage à son épouse. Inventif et entreprenant, il améliore les techniques de fabrication et modernise l'entreprise et les ateliers avec notamment l'utilisation de fours à coke. Il innove avec une nouvelle glaçure et adopte les techniques de l'impression sur faïence. Cette période sera abondante en récompenses et médailles honorifiques à l'occasion de nombreuses expositions à Paris et en province. En 1866, il transmet l'entreprise à ses deux fils Fernand et Hippolyte.

### La naissance des Émaux
Vers 1870, les deux fils d'Henri-Joseph, tous deux centraliens, sont aux commandes de la faïencerie. Au dos des pièces produites, ils mettent leurs armoiries reconnaissables à leurs feuilles de houx. En réponse à l'engouement des Français pour les produits cloisonnés venus d'Extrême-Orient, ils auraient fait appel à Amédée de Caranza, artiste français né à Constantinople, que divers ouvrages placent à Gien vers 1870, à la manufacture de Creil & Montereau de 1876 à 1877 et chez Vieillard à Bordeaux à partir 1878. Rien ne prouve son passage à Longwy sauf le fait qu'il existe des similitudes de production à Longwy et Bordeaux dans la technique du cloisonné à la seringue et qu'on lui attribue un plat (aux tigres) visible au Musée Municipal de Longwy. Les célèbres Émaux de Longwy sont nés. Ils deviennent la spécialité de la ville.
En 1885, toujours pour riposter à l'invasion des produits asiatiques dans le domaine de la poterie, la faïencerie recherche de nouveaux décors dans les tendances chinoises, japonaises, iznik, perses ou égyptiennes. Plusieurs motifs voient le jour, dont un semis de fleurs de pommiers blanches et roses sur un fond bleu céruléen, d'inspiration japonaise. Ce décor, référencé à la faïencerie sous le numéro D188, marque le début d'une période féconde. Il est toujours produit de nos jours dans sa version originale ou revisitée.
Les deux frères d'Huart font aussi venir de nombreux céramistes, peintres ou sculpteurs comme Charles Rudhart (1829-1895), Aristide Croisy, Carrière, Ernest Quost, Carl Schuller, Cirode, Clairin[Lequel ?] ou Paul Émile Morlon pour moderniser la production qui marqueront leur empreinte dans des œuvres impressionnistes dans la technique dite de la barbotine. Les émaux en bleu de Sèvres seront souvent l'œuvre de Louis Ernie. Naîtront également à cette période d'autres techniques de production comme la majolique, la brocatelle, le grand feu, le flammé.
La fin du XIXe siècle sera pour la faïencerie une période très riche et composée d'œuvres prestigieuses et d'un talent artistique majestueux.

### LeXXesiècle
À partir de 1918, le style Art déco ouvre de nouvelles perspectives artistiques à la faïencerie, notamment au travers de l'association avec l'atelier d'art Primavera des magasins du  Printemps. Durant cette période, de nombreux artistes comme  Claude Lévy, Jean Luce (1895-1964), Jean Olin ou Raymond Chevallier (1900-1959) collaborent avec les Émaux de Longwy et créent des formes plus modernes et géométriques. Le point culminant de cette période est la participation à l'Exposition internationale des arts décoratifs et industriels modernes de 1925.
Le krach de 1929 aux États-Unis atteint la France dans les années 1930-1931 : l'activité est réduite et le personnel diminue. En 1939, l'activité cesse en raison de l'exode.
En 1945, l'entreprise redémarre avec deux cent cinquante ouvriers. Maurice Paul Chevallier (1892-1987), cousin de Raymond Chevallier, reprend la direction artistique, aidé par Paul Mignon (1930-2012), meilleur jeune apprenti décorateur de France qui deviendra responsable des Ateliers artistiques en 1972. L'abandon de la fabrication de services de table sera effective dans les années 1950.
En 1972, Christian Leclercq, ancien élève de Maurice Paul Chevallier, est reçu Meilleur ouvrier de France. Entré à la faïencerie en 1961, il y crée une importante œuvre artistique jusqu'à son dépôt de bilan en 1976 (il fondera  alors sa propre entreprise : l'Atelier du Bois des Seigneurs, qui deviendra la Faïencerie Émaux d'Art de Longwy en 1988).
Durant cette période viendront s'ajouter d'autres artistes comme Rolande Rizzi (née en 1927 à Longwy), Hélène Gabet (1914-2016), Jean Rabet, ou Louis Valenti (mort en 1999), sans oublier le talent des rehausseurs comme Léa Valenti (née le 16 juin 1939), Justin Masson (1882-1959) et le plus connu Albert Kirchtetter (1910-1976) dont les pièces portent ses initiales « A K ».
Vers 1975, malgré des efforts d'adaptation au marché, l'entreprise en difficulté met en vente les collections d'œuvres historiques qui seront en partie préemptées par la commune de Longwy, formant la base du futur musée municipal. Cette action ne suffit pas, et la faïencerie dépose le bilan en 1976. La mise en liquidation judiciaire est prononcée le 20 octobre 1977. La production se poursuit afin d'honorer les commandes en cours jusqu'au mois de décembre 1977, date à laquelle l'ensemble des salariés se retrouve au chômage.

### Reprise et renouveau
Le 23 janvier 1978, deux industriels parisiens, Messieurs Dadoun et Treussard, constitués en société anonyme, décident d'investir dans la production de faïences et émaux de Longwy. Ils rachètent une partie du matériel de l'ancienne usine, embauchent des anciens salariés de la faïencerie historique, y compris son ancien propriétaire, M. d'Huart, qui en prend la direction commerciale. La jeune société ouvre une ère nouvelle, en rééditant ou recolorant des décors Art déco, et en recherchant également de nouveaux marchés. Ils contactent les municipalités et collectivités régionales afin de leur proposer des objets décoratifs, assiettes, coupelles… ornées de blasons de ville. Les décors traditionnels ne sont pas pour autant abandonnés.
À partir des années 1980, la production connaît un bouleversement créatif, tout d'abord avec l'arrivée à la faïencerie, en 1983, de Daniel Curetti (dit « Danillo Curetti », appelé par M. Dadoun). Cet artiste contemporain d'origine suisse apporte à la faïencerie un souffle novateur avec ses décors modernes. Son passage imprime un style art déco, Curetti maîtrise dessin et matière, il travaille en aplats assez larges et utilise souvent de grosses boules dites « coloniales » ou des grandes coupes. Ses premiers décors : le Bal Nègre, le Jazz, sont saisissants, des couleurs fortes, brutales que soulignent un trait incisif. Curetti démontre que Longwy peut produire d'autres décors que les motifs traditionnels. Son inspiration très féconde attire un vaste public qui parfois confond ses pièces avec des créations des années 1920-1930. Certaines de ses pièces sont encore éditées à ce jour par les Faïenceries et Émaux de Longwy.
Le renouveau se poursuit sous l'impulsion de la famille Kostka, qui reprend la faïencerie historique en 1991. Ces derniers font appel aux meilleurs designers, peintres et stylistes français ou étrangers. Cette nouvelle génération de créateurs s'empare d'une palette aux tons vifs et profonds, ou manie les ors et noir et blanc, et renouvelle les collections par les décors et les formes. Parmi les designers on peut citer Jean Boggio, Alain Thomas, Carlo Maiolini, Jean-Claude Bligny, Nicolas de Waël, Evgenia Miro, Catherine Lhoir, Valérie Brand, Stéphane Gisclard, Jean-Luc Curabet. Aux côtés de ces compositions plus contemporaines, les motifs japonais et les traditionnels semis de fleurs, quoique toujours édités et appréciés, ne représentent plus qu'une infime partie de la production.

### LeXXIesiècle
En juillet 2015, la société Faïenceries et Émaux de Longwy est placée en redressement judiciaire. Avant sa liquidation (le 21 janvier 2016), huit dossiers de reprise d'actifs sont déposés au tribunal de commerce de Briey. En décembre 2015, la justice commerciale valide le choix du groupe Emblem, qui crée la Manufacture des émaux de Longwy 1798. L'entreprise est dirigée par Martin Piétri. De nouveaux artistes, céramistes, designers ou architectes sont appelés à collaborer : Élisabeth Garouste et Mattia Bonetti, Pierre Marie, Vincent Darré, India Mahdavi, José Lévy, Nicolas Lequeux, Michael Cailloux.

## Les faïenceries d'aujourd'hui
Plusieurs entreprises perpétuent le savoir-faire traditionnel des émaux cernés à Longwy :
- Manufacture des Émaux de Longwy 1798, labellisée Entreprise du Patrimoine Vivant.
- Émaux de Longwy Saint Jean l'Aigle, faïencerie labellisée Entreprise du Patrimoine Vivant, fondée entre 1977 et 1978 par Danielle Peiffer-Noël, maître-artisan et Jacques Peiffer — Meilleur Ouvrier de France —, et dirigée par Jacques G. Peiffer C'est la dernière manufacture à disposer encore d'un four à bois pour la cuisson de vases de deux mètres de hauteur[10].
- Émaux d’Art de Longwy, faïencerie labellisée Entreprise du Patrimoine Vivant, fondée en 1988 par Christian Leclercq — Meilleur Ouvrier de France 1972 —, précédemment créée sous le nom d'Atelier du Bois des Seigneurs en 1976. Il est à ce jour le dernier grand artiste de l'ancienne faïencerie d'Huart[11].
- Faïencerie d'Art des Émaux de Longwy - Les Récollets, créée en 1996 sous forme coopérative par d'anciens ouvriers de la faïencerie historique. Rachetée en juin 2016 par David Mouquet qui crée la marque Longwy - Paris. En liquidation judiciaire au 17 octobre 2019, fermée au 16 décembre 2021[12].
- Émaux de Saintignon, depuis 1987, délocalisés ensuite à Nancy, relocalisés à Longwy depuis 1999. Dirigés par Joël Barthélemy.
- Artisan Émaux de Longwy, depuis 2010. Dirigé par Thierry Hurst (ne semble plus en activité).

## Le procédé de fabrication des émaux cernés

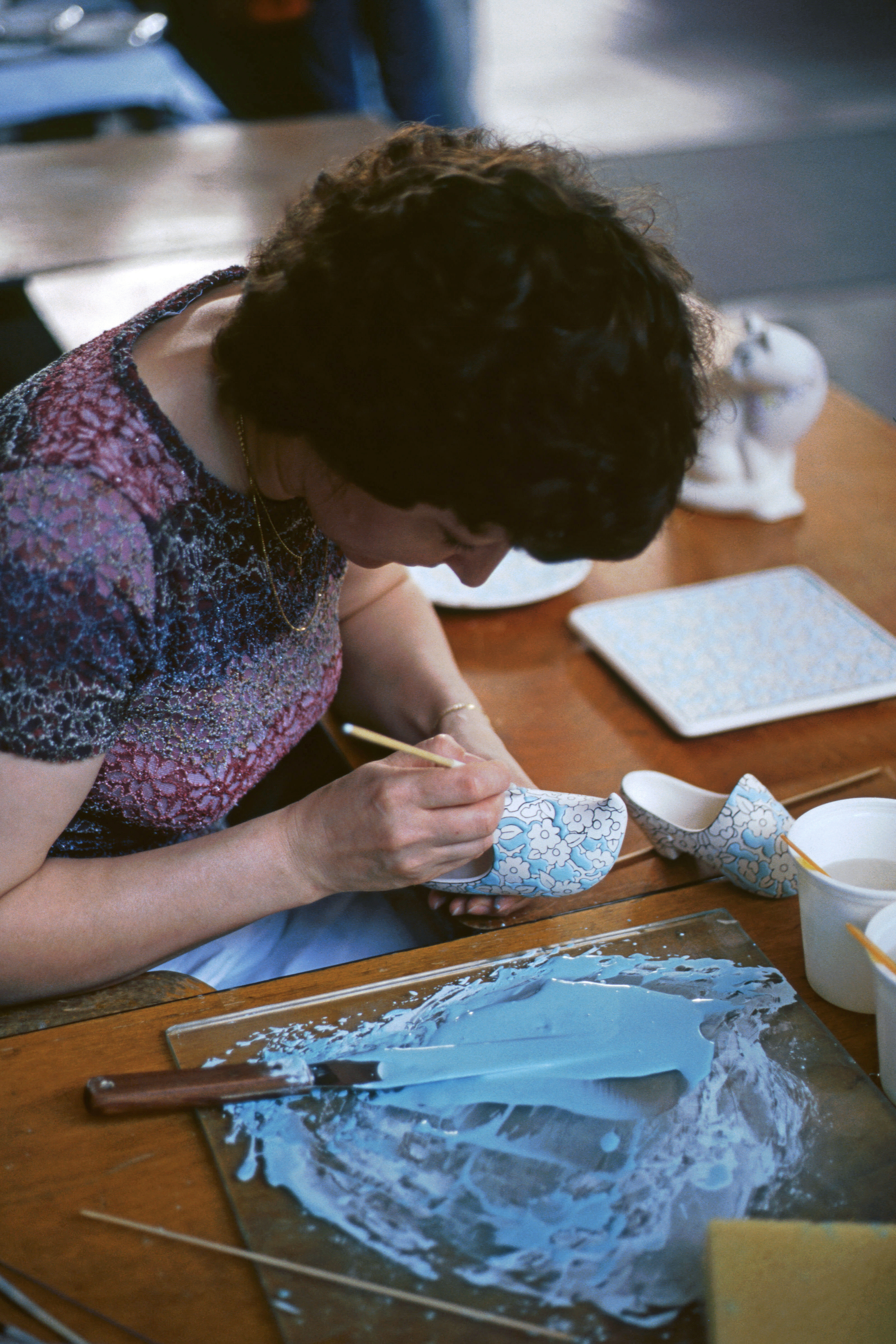
Pose de l'émail sur le biscuit.

Depuis plus d'un siècle, Longwy produit en France des émaux cernés au trait noir sur faïence. Cette technique délicate consiste à imprimer le décor en noir sur le biscuit brut, puis à remplir goutte à goutte chaque alvéole ainsi cerné avec un émail coloré. Cette technique manuelle est exécutée par un artisan chevronné. Elle était également notamment utilisée au XIXe siècle à Bordeaux et Gien.
La forme de la pièce est créée par des stylistes ou des sculpteurs. Un modèle en plâtre est alors réalisé par l'atelier de modelage. Ce modèle, une fois moulé, génère un plâtre creux, dans lequel on coule la barbotine (mélange de kaolin, d'argile et d'eau). Celle-ci est spécialement conçue selon les besoins des Émaux de Longwy par un atelier spécialisé à Limoges.
Le plâtre, avide d'eau, aspire le liquide de la barbotine en contact avec sa surface : une croûte se forme le long de ses parois. Dès que l'épaisseur de la croûte atteint 7 à 8 mm on le retourne, vidant le trop-plein de barbotine encore à l'intérieur. La pièce sèche alors dans le plâtre pendant 4 à 5 heures, puis est démoulée et laissée à l'air libre pendant 24 heures. Les racheveurs ébarbent les plans de joint et lui donnent un aspect lisse en la frottant à l'éponge. La pièce, cuite à 1 050 °C pendant une nuit, devient le « biscuit ».
Le biscuit est ensuite imprimé soit à la main, soit au calque d'un trait d'encre noire qui souligne le décor de la pièce. Chaque alvéole cerné par le trait est alors rempli manuellement d'émail coloré en utilisant une technique de goutte à goutte. La goutte d'émail séchant presque immédiatement au contact du biscuit poreux, il est impossible de « peindre » cette pièce, d'où la technique qui consiste à déposer une goutte d'émail coloré à côté d'une autre jusqu'au remplissage total de l'alvéole. Les faïenceries de Longwy utilisent exclusivement leurs propres couleurs qu'ils créent à partir d'oxydes dans leur laboratoire spécialisé.
Les décoratrices utilisent deux outils pour décorer les pièces : le pinceau ou le bâton de bois fin et long. La seringue de remplissage semi-automatique utilisée par certaines faïenceries fait débat car elle ne respecte pas les principes de pose traditionnelle. Élaborée pour éviter les allers-retours constants entre la pièce et la couleur, elle permet un gain important de productivité, une régularité et une homogénéité dans la pose de l'émail, mais n'est pas appréciée des puristes.
Suivant les faïenceries, la technique dite « du rehaussage » est encore utilisée pour sublimer le dessin. Celle-ci consiste à déposer une couleur supplémentaire (émail à l'essence) sur l'émail à sec pour ajouter du relief et de la profondeur. Ceci demande une grande maîtrise artistique dans le coup de pinceau pour apporter une note majestueuse au dessin. Si le premier coup de pinceau est loupé, il faut tout gratter et recommencer d'où le fait que certaines faïenceries utilisent de moins en moins la technique pour un gain de temps.
La pièce complètement émaillée est cuite une première fois à 750 °C pendant une nuit. Une opération de retouche, nommée « la repasse », a alors lieu pour combler les trous occasionnés par l'éclatement des bulles d'air. La pièce est cuite une seconde fois à 750 °C. Puis, pour certaines pièces, l'or est posé au pinceau, avant une troisième cuisson à 600 °C. Après ces différentes étapes, on passe de la terre de Sienne ou un colorant sur la surface émaillée pour rendre visibles les craquelures ; la pièce est alors terminée.
La décoratrice peut travailler sur le même objet de 30 à 50 heures. Le délai de fabrication d'une pièce simple, comme un chat, est de deux semaines et peut atteindre quatre semaines pour une pièce plus complexe.

## Exemples de réalisations
- La célèbre boule coloniale de Maurice Paul Chevallier obtint une médaille d’or à l'Exposition coloniale internationale de Paris. Il est le cousin de Raymond Chevallier, le père des émaux de goût Art Déco à Longwy.
- Les grands plats uniques pour les Présidents de la République, comme Georges Pompidou ou François Mitterrand, réalisés par l'artiste Paul Mignon.
- L'œuvre magistrale de Christian Leclercq en émaux dite La bataille de Rivoli, d'après le tableau de Félix Philippoteaux 1844, créée en 1969 pour le Bicentenaire de Napoléon Ier. Grand plat décoratif en faïence de terre rouge représentant la grande bataille napoléonienne, pièce d'étude entièrement réalisée à la main. Elle porte le cachet Atelier d'Art. Cette pièce unique sera éditée en série limitée avec une modification (à la demande de la direction) : le cheval agonisant au premier plan sera remplacé par un buisson.
- Les boules coloniales de Daniel Curetti, dit Danillo Curetti. Parmi ses décors célèbres, citons Paul et Virginie, les signes du Zodiaque, les panthères, le Normandie, la Tour Eiffel, Iceberg, Barbara, Femme au collier…
- 200 œufs en émaux de collection à l'effigie de l'empereur Napoléon Ier, et sur lesquels on retrouve les attributs habituels de l'empire comme le « N » ou encore l'abeille, à l'occasion du bicentenaire de sa mort en 2021[15]. Une collection de plus de quinze créations par Christian Leclercq est réalisée en 2021 en hommage à l'Empereur[16].

Toutes ces pièces, éditées par les Faïenceries et Émaux de Longwy sont en tirage limité. Curetti a conservé un public sensible à son art, ses créations sont toujours très appréciées et recherchées et ses réalisations sur boules dites « coloniales » sont souvent épuisées. En 2006, une boule coloniale de Curetti a atteint 3 200 euros dans une vente aux enchères.
- Les créations de peintres ou designers contemporains pour les Faïenceries et Émaux de Longwy : parmi les plus recherchées, citons les peintres Alain Thomas, Carlo Maiolini ou Stéphane Gisclard dont les interprétations de la fameuse boule coloniale, toujours éditées en tirage limité à 50 exemplaires, sont rapidement épuisées. Chaque année, la manufacture fait appel à de nouveaux artistes, intégrant ainsi les plus belles galeries d'art
- Une fontaine de goût Iznik, proche de celle de goût chinois primée à l'Exposition universelle de 1878, est conservée au musée municipal de Longwy et figure parmi les pièces remarquables de la manufacture[17]. Cette fontaine, cassée en une centaine d'éclats lors d'une mauvaise manipulation, a été restaurée par Christian Leclercq, Maître Artisan et Meilleur Ouvrier de France 1972.
- De grandes pièces monumentales de plusieurs mètres de haut, ainsi que des commandes de l'État en collaboration avec des plasticiens internationaux tels que Vera Molnar et Johan Creten ont été réalisées par la manufacture Saint-Jean l'Aigle dont la spécificité des travaux destinés à l'architecture est réputée dans toute la France. Une autre particularité de Saint-Jean l'Aigle réside dans la reprise des productions de barbotines et de majoliques, ainsi que des émaux Rakou d'esprit oriental.
- Les œuvres du sculpteur Jacques G. Peiffer sont également éditées par Saint-Jean l'Aigle, notamment en associant la céramique avec le cristal Daum produit à Vannes-le-Châtel ou l'acier inoxydable découpé au plasma ou au laser. D'importants travaux de conservation-restauration ont été confiés aux praticiens de la faïencerie, comme la châsse de Saint-Dié conservée dans la cathédrale de Saint-Dié-des-Vosges et pour laquelle a été créé un reliquaire moderniste.

Les dernières créations concernent l'association de la coutellerie (déjà produite à Longwy au XIXe siècle) et de manches en porcelaine et émaux de Longwy ; des couteaux d'art en pièces uniques et des épées de récipiendaires de la Légion d'Honneur figurent dans la production actuelle.

## Musées et collections
À la dispersion des collections de la société des Faïenceries et Émaux de Longwy de 1975 à 1977, la ville de Longwy s’est portée acquéreur d’une grande partie de ce patrimoine pour créer un musée. Celui-ci est situé dans le bâtiment de la manutention militaire au cœur de la citadelle de Vauban à Longwy-Haut. Le projet de déménager le musée dans l'ancienne Banque de France de Longwy-Bas a été relancé en 2019, avec comme objectif une inauguration du nouveau musée en 2023,. 
La manufacture d'Émaux de Longwy Saint-Jean l'Aigle abrite un musée privé technologique et une bibliothèque où est conservée une partie des archives de l'ancienne faïencerie de Longwy.

### Associations
- ACAFEL (Association des Collectionneurs des Anciennes Faïences et Émaux de Longwy) fondée en 1986 par Dominique Dreyfus et dissoute en 2017. L'ACAFEL a publié six catalogues à la suite de ses expositions intitulées Musée Extraordinaire.
- Longwy Passion (collectionneurs), fondée en 2001 par Fabien Hubert Leclercq, organise deux Bourses, une à la période de Noël et l'autre le jeudi de l'Ascension. Elle est présidée par Jean-Jacques Sommen.
- AML (Association des Amis du Musée de Longwy), fondée en 2019 par Fabien Hubert Leclercq (Expert Agréé à la Compagnie d'Expert en Antiquités)[20], pour contribuer au développement et au rayonnement du musée[21],[22].

### Événement
Tous les jeudis de l'Ascension est organisée une grande journée à Longwy avec une bourse des collectionneurs, des expositions, des nouvelles collections, l'ouverture des deux musées et des différentes faïenceries.